# Lucio Mayer
Lucio Mayer (Napoli, 22 maggio 1911 – Viareggio, 27 settembre 1993) è stato un ingegnere e dirigente pubblico italiano.
Progettista e dirigente delle Ferrovie dello Stato italiane (FS), ha anche ricoperto incarichi di rilievo nell'industria e nelle associazioni legate alla ricerca scientifica.

## Studi
Nel 1932 conseguì la laurea in Ingegneria elettrotecnica presso la Facoltà di Ingegneria dell'Università degli Studi di Napoli.

## Attività nelle Ferrovie dello Stato
Vincitore di concorso pubblico per allievi ispettori, prese servizio il 1º luglio 1934 e fu assegnato al Servizio Impianti elettrici, lavorando dapprima nei suoi uffici delle direzioni dei Compartimenti di Genova, Trieste, Udine, Napoli e Palermo e poi presso la direzione generale a Roma.
In quel periodo progettò e diresse lavori di costruzione e manutenzione, anche straordinaria durante la seconda guerra mondiale, di apparati e impianti di trazione elettrica, segnalamento e telecomunicazioni.
Inoltre diresse la realizzazione di opere molto impegnative tra cui:
- l'adeguamento, senza interruzione dell'esercizio, degli impianti elettrici della tratta Battipaglia-Vallo della Lucania nell'ambito del raddoppio della linea Battipaglia-Reggio Calabria;
- l'elettrificazione della linea Messina-Catania e il progetto dell'elettrificazione della Catania-Siracusa;
- il potenziamento degli impianti elettrici del Compartimento di Napoli.

Dopo avere tenuto dal 1967 al 1969 la direzione del  Servizio Approvvigionamenti, nel 1969 fu nominato direttore del Servizio Impianti Elettrici.
In tal veste seguì il progetto e la costruzione della Direttissima Roma-Firenze.
In collaborazione con altri Servizi e organi centrali dell'azienda curò l'introduzione dell'elaborazione elettronica nelle procedure di gestione dell'esercizio ferroviario.
Negli anni settanta sostenne gli studi sui sistemi di trazione elettrica a 6 kV c.c., e poi a 12 kV c.c., quali alternative ai sistemi a c.a. monofase.
Vice direttore generale delle FS dal 1972 al 1975, fu nominato direttore generale nel 1975 e mantenne tale incarico fino al pensionamento, avvenuto nel 1977.
In rappresentanza delle FS fu componente del Consiglio superiore dei Lavori Pubblici.

## Attività industriale
Per designazione delle FS fu vice presidente delle società Interfrigo ed Eurofima e presidente del Pool europeo delle carrozze-letto.
Dopo il pensionamento dalle FS, dal 1980 al 1985 fu componente del consiglio d'amministrazione dell'Ansaldo Trasporti e consulente tecnico della stessa società per vari lavori svolti in Italia e all'estero. Inoltre, dal 1980 al 1983 fu presidente del Centro Studi e Ricerche sui Sistemi di Trasporto collettivi (CESIT).
Per conto del Consorzio MARTA (costituito dalle società Ansaldo, Breda, Condotte d'Acqua, OMF e Consultel) diresse gli studi di fattibilità per l'ammodernamento delle linee ferroviarie afferenti a Buenos Aires e della linea Rosario-Bahia Blanca.
Quale consulente tecnico della Transystem curò diversi studi di fattibilità per il progetto e l'ammodernamento di diverse linee ferroviarie del Messico e del Venezuela.

## Docenza universitaria e attività scientifica
Per incarico delle FS dal 1962 al 1972 presiedette la Scuola di formazione post-universitaria per ingegneri ferroviari, i cui corsi si svolsero in varie sedi universitarie. Nelle Facoltà di Ingegneria di Napoli e di Roma tenne personalmente, dal 1962 al 1967, i relativi corsi di Impianti ferroviari.
Le dispense, rielaborate, costituirono poi il libro Impianti ferroviari. Tecnica ed esercizio, edito dal Collegio Ingegneri Ferroviari Italiani in tre edizioni nel 1968, nel 1986 e nel 2003, che per le sue caratteristiche di rigore scientifico e di efficacia didattica è stato il testo di base più adottato in Italia non solo nei corsi di formazione aziendali ma anche nella didattica universitaria.
Dal 1974 al 1976 fu vice presidente nazionale dell'Associazione elettrotecnica ed elettronica italiana.
Fu presidente del Collegio Ingegneri Ferroviari Italiani dal 1967 al 1976.

## Vita privata
Discendente da un'antica famiglia svizzero-tedesca originaria della zona di Basilea, contemperava i tratti mitteleuropei del proprio carattere con la generosa cordialità del napoletano fiero della propria meridionalità.
Persona di grande integrità morale privata e pubblica, profondamente religioso, fu sposato ed ebbe tre figlie
.

## Pubblicazioni
- Impianti ferroviari. Tecnica ed esercizio, Roma, Collegio Ingegneri Ferroviari Italiani, 1970.
- Insieme a Stefano Savio e Pietro Oscar Ventura, Alimentazione della trazione elettrica in corrente continua in alta tensione. Opportunità e confronto con il sistema monofase a 25 kV 50 Hz, in AEI Automazione Energia Informazione, vol. 80 (1993), n. 12, pp. 51/1135-55/1139.